# Commission militaire centrale (république populaire de Chine)
Pour les articles homonymes, voir CMC et Commission militaire centrale.

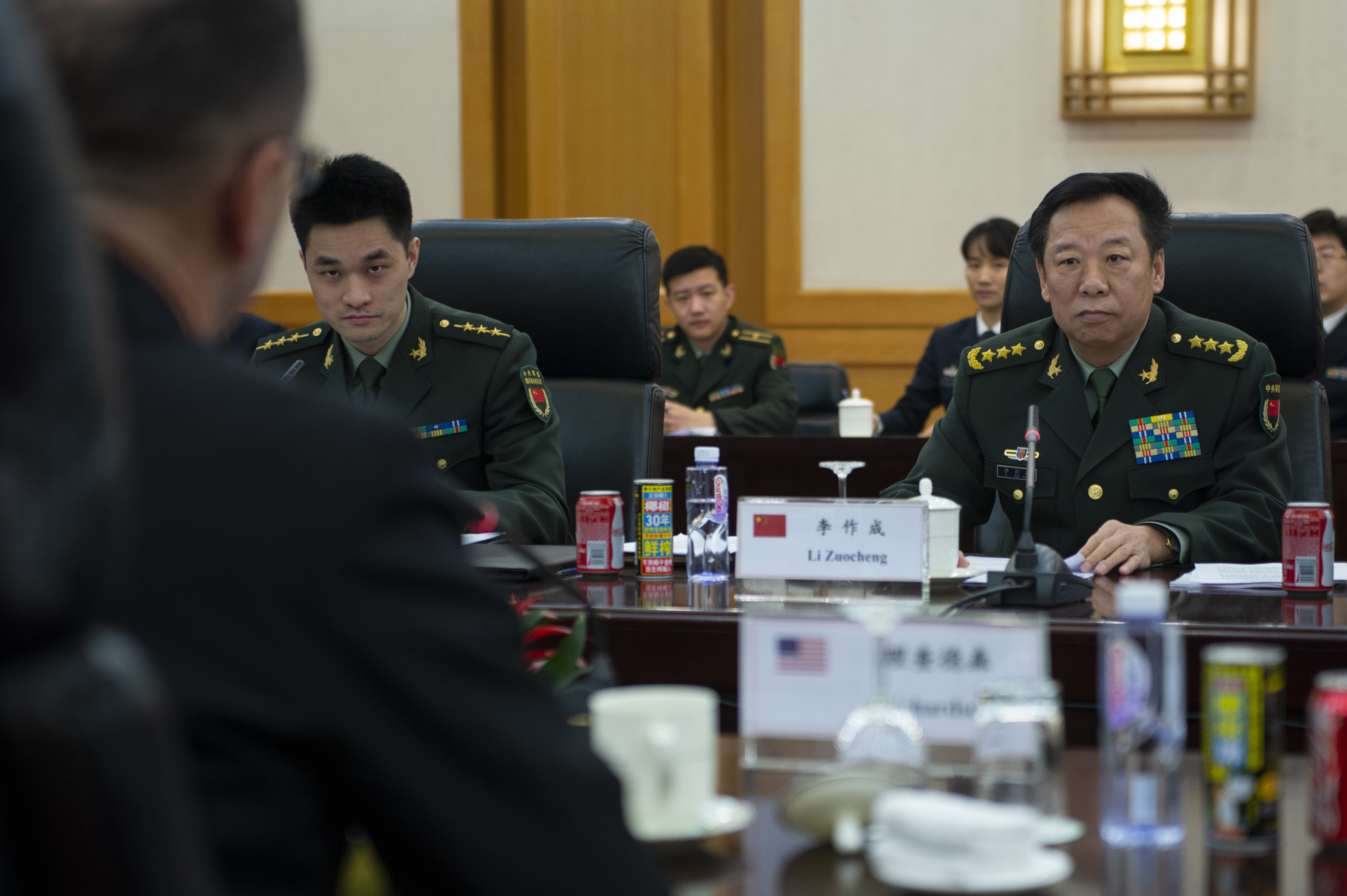
Réunion avec le chef d'état-major du département de l'état-major interarmées de la Commission militaire centrale de Chine, le général Li Zuocheng.

Le nom de Commission militaire centrale (CMC) (chinois : 中央军事委员会 pinyin : Zhōngyāng Jūnshì Wěiyuánhuì) fait référence à deux organismes au sein de la république populaire de Chine (RPC), la commission militaire centrale de la république populaire de Chine, et la commission militaire centrale du Parti communiste chinois, généralement considérées comme constituant dans les faits une même entité, et exerçant le commandement sur l'Armée populaire de libération et, dans une structure duale avec le ministère de la Sécurité publique de la république populaire de Chine, la police armée du peuple.
La CMC était à l'origine le comité militaire du Parti communiste, constitué en 1925. En 1943, la CMC a remplacé officiellement le comité, et sa présidence a été confiée à Mao Zedong, également président du Parti communiste chinois.
À la différence de la plupart des armées nationales, l’Armée populaire de libération n’est pas considérée comme étant rattachée à un ministère. Bien qu’il existe un ministère de la Défense nationale en Chine, celui-ci ne s'occupe que des relations avec les militaires étrangers et n’a aucun pouvoir de commandement. Parmi les rares nations présentant la même structure se trouvent le Viêt Nam et la Corée du Nord. Les deux CMC sont domiciliées dans les locaux du ministère.
Avec la Constitution de 1982, la Commission a été divisée en deux organismes dont la présidence est, depuis, traditionnellement assurée par la même personne, sauf en période de transition.
Le poste de président de la CMC est l'une des positions les plus importantes de la république populaire de Chine avec celles de président de la république populaire de Chine et de secrétaire général du Parti : en tant que président de la CMC, Deng Xiaoping était le véritable numéro un du régime, sans être ni chef du parti ni chef de l'État. Depuis 1993, les postes de président de la CMC, de président de la République et de secrétaire général du Parti tendent à être exercés par le même homme — Jiang Zemin, puis Hu Jintao et aujourd'hui Xi Jinping — sauf durant les périodes de transition.

## Structure

### CMC d’État
La CMC d’État est élue par l’Assemblée nationale populaire et lui rend compte ; en pratique elle est autonome. La CMC d’État a été créée par la Constitution de la république populaire de Chine en 1982 pour formaliser le rôle des militaires dans la structure d’État.

### CMC du Parti
La CMC du Parti est élue par le comité central du Parti communiste chinois et est placée sous les ordres du Politburo du Parti communiste de Chine ou du comité permanent du Politburo. Le pouvoir provient de la commission militaire du Parti, mais la légalité émane de la commission militaire d'État. Les CMC du Parti et de l’État commandent aux forces armées du pays qui comprennent l’Armée populaire de libération (Armée de terre de l’APL, Force aérienne chinoise, Marine chinoise), la Police armée du peuple et les  milices.

### Réforme de la Commission militaire centrale (2016)
Le 1er janvier 2016, la Commission militaire centrale publie une "Opinion sur l’approfondissement de la réforme de la défense nationale et des forces armées " (ci après l' "Opinion"). Cette opinion annonce le passage d’ « un système de départements généraux à un système de multiples départements ». Les quatre départements généraux de l'APL sont remplacés par 15 nouvelles entités directement rattachées à la CMC. Ces entités sont, dans l'ordre protocolaire :  
- le bureau des affaires générales de la CMC ;
- le département d'état-major interarmées ;
- le département du travail politique ;
- le département du soutien logistique ;
- le département du développement de l'équipement ;
- le département de gestion de l'entraînement ;
- le département de la mobilisation pour la Défense nationale ;
- la commission d'inspection disciplinaire de la CMC ;
- la commission de politique et des affaires juridiques de la CMC ;
- la Commission des sciences et technologies ;
- le bureau de la planification stratégique ;
- le bureau de la réforme et de la réforme organisationnelle ;
- le bureau de la coopération militaire internationale ;
- le bureau d'audit de la CMC ;
- le bureau pour la gestion des affaires administratives.

## Membres et dirigeants
Les membres des deux CMC ne diffèrent que du fait des périodes de réunions décalées entre l’Assemblée populaire nationale et le congrès du Parti communiste chinois. Par exemple, certains sont élus membres de la CMC du Parti au seizième congrès du Parti en novembre 2002, mais n’entrent à la CMC d’État que lorsque la dixième APN se réunit en mars 2003.
La règle veut que la CMC soit composée de commandants militaires en exercice, hormis pour les président et vice-président (s’il y en a un) qui sont ou ont été  secrétaire(s) général(aux) du PCC. Une autre convention veut que les membres militaires de la CMC ne soient ni membres du  comité permanent du Politburo ni membres du Conseil des affaires de l’État sauf pour le ministre de la défense nationale, bien que tous tendent à être membres du Parti communiste chinois et membres du comité central du Parti communiste chinois. Les militaires membres de la CMC sont apparemment choisis avec des procédures de promotion régulière au sein de l’APL.
L’état-major de l’APL, placé sous les ordres de la CMC, comprend : le commandement général de l'armée créé le 1er janvier 2016, l’état-major général des personnels, le département de politique générale, le département de logistique générale et le département général des armements.

## Présidents
- Mao Zedong (1937-1976 ; également président du Parti communiste chinois de 1943 à 1976 et chef de l'État de 1949 à 1959)
- Hua Guofeng (1976-1981 ; également président du Parti communiste chinois et Premier ministre)
- Deng Xiaoping (1981-1989, pour la CMC du parti et 1983-1990, pour la CMC de l'État)
- Jiang Zemin (1989-2004, pour la CMC du parti et 1990-2005, pour la CMC de l'État ; secrétaire général du Parti communiste chinois à partir de 1989 et chef de l'État à partir de 1993)
- Hu Jintao (2004-2012, pour la CMC du parti et 2005, pour la CMC de l'État ; secrétaire général du Parti communiste chinois depuis 2002 et chef de l'État depuis 2003)
- Xi Jinping (depuis 2012, également secrétaire général du PCC depuis 2012 et président de la république populaire de Chine depuis 2013).

## Membres de la Commission militaire centrale

### Commission militaire centrale 2022 - 2017
Outre le président de la CMC, Xi Jinping, la CMC compte six membres militaires : 
1. Le général Zhang Youxia, membre des 19e et 20e Politburos
2. Le général He Weidong, membre du 20e Politburo
3. Le général Li Shangfu, conseiller d'État et ministre de la Défense nationale
4. Le général Liu Zhenli, chef d'état-major du département d'état-major interarmées
5. L'amiral Miao Hua, directeur du département du travail politique
6. Le général Zhang Shengmin, secrétaire de la Commission de contrôle de la discipline

### Commission militaire centrale 2012 - 2017
Outre le président de la CMC, Xi Jinping, la CMC compte dix membres militaires : 
1. Le général Fan Changlong, vice-président exécutif de la CMC ;
2. Le général Xu Qiliang, vice-président de la CMC ;
3. Le général Wei Fenghe, ministre de la Défense nationale ;
4. Le général Fang Fenghui, directeur du département d'état-major interarmées ;
5. Le général Zhang Yang, directeur du département du travail politique ;
6. Le général Zhao Keshi, directeur du département du soutien logistique ;
7. Le général Zhang Youxia, directeur du département du développement de l'équipement ;
8. L'amiral Wu Shengli, commandant de la Marine de l'APL ;
9. Le général Ma Xiaotian, commandant de l'Armée de l'air de l'APL ;
10. Le général Wei Fenghe, commandant de la Force des fusées de l'APL.